# Arthur II. (Bretagne)

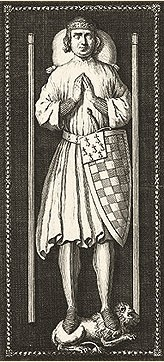
Arthur II. mit dem Wappen des Hauses Dreux

Arthur II. (* 25. Juli 1262; † 27. August 1312) war Herzog der Bretagne und Graf von Penthièvre von 1305 bis zu seinem Tod.
Er war der älteste Sohn des Herzogs Johann II. und der Beatrix von England, einer Tochter König Heinrichs III. Beim Tod seines Vaters erbte er 1305 das Herzogtum Bretagne und die Grafschaft Penthièvre.
Arthur war zweimal verheiratet. Seine erste Ehefrau war seit 1275 Maria (* 1260; † 1291), Erbin der Vizegrafschaft Limoges, seine zweite Ehefrau seit 1294 Yolande de Dreux (* 1263; † 1322), Erbin der Grafschaft Montfort-l’Amaury.
Kinder aus seiner ersten Ehe waren:
- Johann III. (* 1286; † 1341), Herzog von Bretagne
- Guido (* 1287; † 1331), Graf von Penthièvre ⚭ Johanna von Goëllo (* 1300; † 1327)
- Peter (* 1289; † 1312)

Kinder aus seiner zweiten Ehe waren:
- Johann IV. (* 1295; † 1345), Herzog von Bretagne, Graf von Montfort ⚭ 1329 Johanna von Flandern (1295–1374)
- Beatrix (* 1295; † 1384) ⚭ 1315 Guido X. von Laval (Stammliste der Montmorency)
- Johanna (* 1296; † 1364) ⚭ 1323 Robert von Flandern, Herr von Marle und Cassel (Haus Dampierre)
- Alix (* 1298; † 1377) ⚭ 1320 Burchard VII. Graf von Vendôme
- Maria (* 1302; † 1371), Nonne